# Сноаве
Сноа́ве (рум. Snoavă) — оповідання маленького розміру в прозі, що може бути народним iль культовим, має анекдотичний характер, епічне в ньому переплітається із сатиричним.
За формою сноаве ближче скоріше до приказок, ніж анекдотів, які в Румунії не надто популярні навіть у наш час. Характерна для молдавського та румунського гумору.
Народ може висміювати в сноаве самого себе, попа, боярина, цигана чи єврея, святого Петра, сільських дівчат чи хлопців, узагалі всіх, хто трапляється на очі. Чи сміх цей позбавлений злоби і сарказму. Це сміх заради самого сміху, заради того, щоб повеселитися. Сноаве виникає тому, що в поведінці персонажів, яких висміюють, відображаються шкідливі людські звички, нещастя і злість, які не можна замовчувати.